# Allium sandrasicum
Allium sandrasicum — вид трав'янистих рослин родини амарилісові (Amaryllidaceae), поширений на Східно-Егейських островах і в Туреччині.

## Опис
Цибулина яйцеподібна, діаметром 1–1.8 см, зовнішні оболонки чорні, перетинчасті; цибулинок мало, жовті або бурі, довгасто-яйцеподібні, волосисті. Стебло 50–65 см. Листків 2–4, плоскі, 2.5–4 мм завширшки, іноді дуже злегка шорсткі на краю. Зонтик кулястий, діаметром 3–5 см. Оцвітина широко дзвінчаста; сегменти білого кольору з зеленим серединними жилками, 2–2.5 мм, гладкі, приблизно рівні по довжині, але внутрішні ширші, ніж зовнішні; зовнішні довгасті, внутрішні овальні. Коробочка 3.5–4 мм, рівна чи довша від оцвітини.

## Поширення
Поширений на Східно-Егейських островах і в Туреччині.